# Etrema royi
Etrema royi é uma espécie de gastrópode do gênero Etrema, pertencente à família Clathurellidae.